# شاين أورورك
شاين أورورك (بالإنجليزية: Shane O'Rourke)‏ هو لاعب كرة القدم الغالية أيرلندي، ولد في 13 مايو 1988 في نافان في جمهورية أيرلندا.